# Kanton Nantes-7
Kanton Nantes-7 (fr. Canton de Nantes-7) je francouzský kanton v departementu Loire-Atlantique v regionu Pays de la Loire. Tvoří ho pouze část města Nantes.